# Niederländisch-reformierte Gemeinde zu Wuppertal

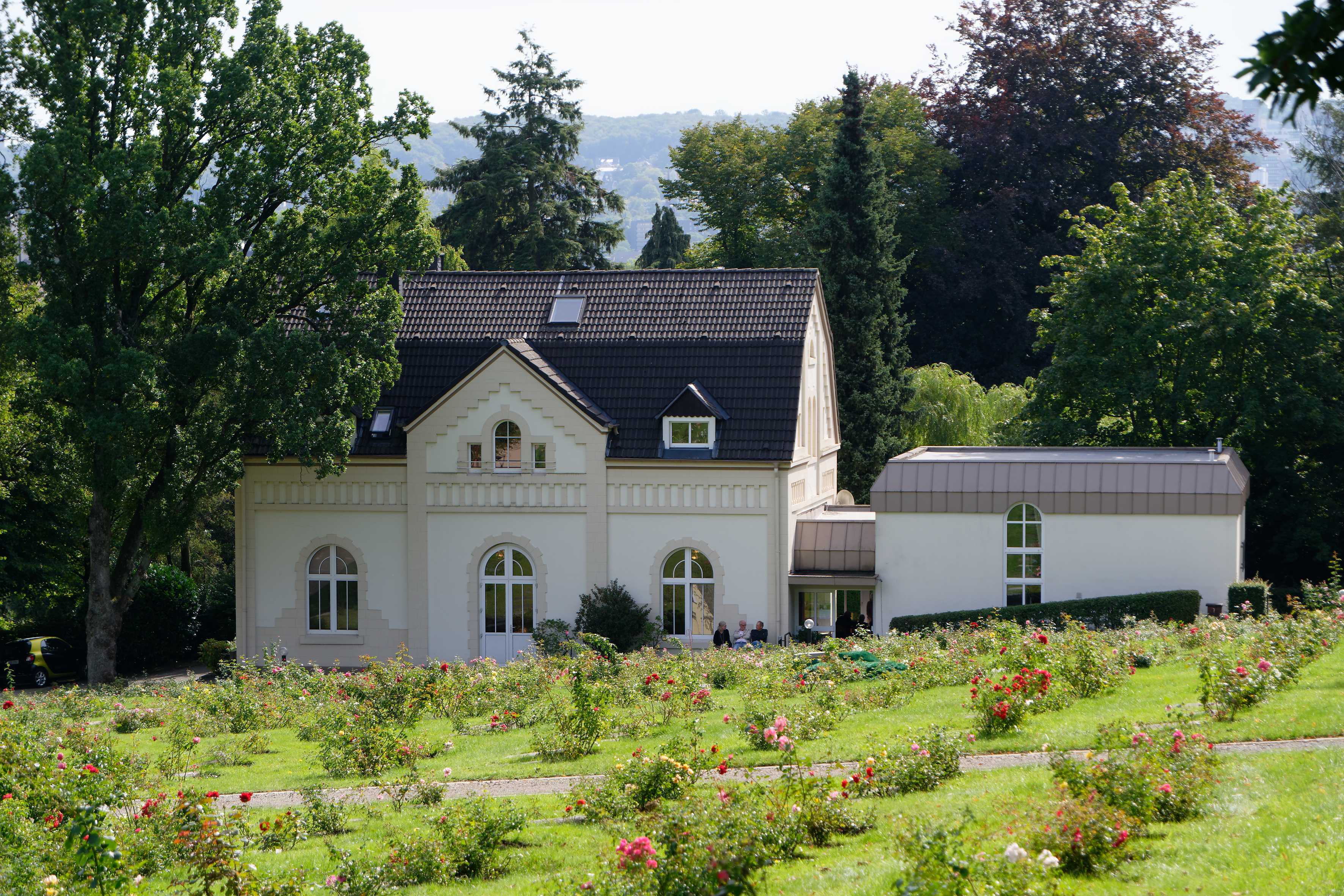
Kirche und Gemeindehaus

Die Niederländisch-reformierte Gemeinde zu Wuppertal (hist.: Niederländisch-reformierte Gemeinde zu Elberfeld) ist eine selbständige evangelische Gemeinde reformierter Prägung (Niederländisch-reformierte Kirche). Sie hat die Rechtsform einer Körperschaft des öffentlichen Rechts und ist seit 2001 Vollmitglied der evangelisch-altreformierten Kirche.

## Organisation
Die Gemeinde zählt heute ca. 200 Gemeindeglieder, die meist in Wuppertal und Umgebung wohnen. Mittelpunkt des Gemeindelebens ist der sonntägliche Gottesdienst, wo das Wort Gottes – mit dem Heidelberger Katechismus gesprochen – „gelernt“ wird, Gott öffentlich angerufen (in gesprochenen Gebeten und gesungenen Psalmen und Liedern) und das Dankopfer gegeben wird.
Leitungsgremium der Gemeinde ist das Presbyterium, in dem die drei Ämter (Pastor, Ältester und Diakon) vertreten sind.
Verschiedene Ausschüsse (z. B. der Verwaltungs- und Planungsausschuss unter Leitung des Kirchmeisters / der Kirchmeisterin) und ein Besuchsdienstkreis unterstützen die Arbeit des Presbyteriums.

## Entstehungsgeschichte
Engagierte Gemeindeglieder der evangelisch-reformierten Gemeinde Elberfeld, unter ihnen die Brüder Daniel und Carl von der Heydt, wehrten sich gegen den Eingriff von König Friedrich Wilhelm III. in kirchliche Angelegenheiten. Reformierte und lutherische Gemeinden sollten in einer Union vereinigt werden. Es bildete sich eine Protestbewegung, aus der schließlich 1847 die Niederländisch-reformierte Gemeinde hervorging.
Weil Carl von der Heydt dieser Protestbewegung angehörte und dann zu den Gemeindegründern zählte, sprachen manche Menschen außerhalb der Gemeinde von den „Carlisten“.
1835 führte der preußischen König Friedrich Wilhelm III. die Rheinisch-Westfälische Kirchenordnung und Agende ein. Die reformierte Gemeinde Elberfeld nahm unter Druck des Konsistoriums die „kleine Liturgie“ an. Im Juni 1843 brach die Gruppe um Daniel und Carl von der Heydt mit der reformierten Gemeinde Elberfeld. Die Familie Kohlbrügge siedelte im Juni 1846 nach Elberfeld über. Von da an leitete Hermann Friedrich Kohlbrügge erste Gottesdienste, zunächst in seinem Haus, Wirmhof 12, angemietet durch Daniel von der Heydt. Es gab auch Pläne, Kohlbrügge zum fünften Prediger der reformierten Gemeinde Elberfeld zu berufen.
Kohlbrügges Gesuch um Aufnahme in die reformierte Gemeinde Elberfeld wurde am 4. November 1846 stattgegeben. Mitte November des Jahres kam es jedoch zu wachsenden Missverständnissen zwischen Kohlbrügge und dem Presbyterium. Ende Dezember erhielt Kohlbrügge vertrauliche Mitteilungen aus Berlin, dass die Bildung einer selbstständigen Gemeinde möglich sein werde. Das Toleranzedikt von König Friedrich Wilhelm IV. vom 30. März 1847 erlaubte schließlich die Gründung freier, von Staat und Landeskirche unabhängiger Gemeinden. Durch die Unterzeichnung der sogenannten Konstitutionsakte am 18. April 1847 entstand die (spätere) Niederländisch-reformierte Gemeinde; Erstunterzeichner war Hermann Friedrich Kohlbrügge. Der erste Gottesdienst fand am 25. April 1847 im Gasthof der Witwe Obermayer (Gemeindeglied) „Auf dem Wall“ statt. Die Phase der Gemeindegründung erfuhr ihren Abschluss durch den offiziellen Austritt der Unterzeichner der Konstitutionsakte aus der Landeskirche. 92 wahlberechtigte Gemeindeglieder wählten das erste Presbyterium: drei Älteste und drei Diakone, Daniel von der Heydt wurde Kirchmeister. Hermann Friedrich Kohlbrügge wurde durch seine Ältesten zum Pastor der Gemeinde ordiniert. Am 11. Dezember 1847 wurde der Grundstein für die Kirche in der Deweerthstraße gelegt, in der am 30. September 1849 der erste Gottesdienst gefeiert werden konnte. Den Namen „Niederländisch-reformierte Gemeinde“ erhielt sie auf Vorschlag von König Friedrich Wilhelm IV., der damit an die ehemaligen niederländisch-reformierten Flüchtlingsgemeinden erinnern wollte. Zudem orientierte man sich bei der Errichtung der Gemeinde an der reformierten (hervormde) Kirche in den Niederlanden.
Durch königlichen Erlass vom 24. November 1849 wurden der Gemeinde eingeschränkte Korporationsrechte verliehen. Die Gemeinde kaufte am 3. Mai 1851 den Begräbnisplatz (Gottesacker) „Am Schaffstal“ (ursprünglich nicht Schafstall, heute: Friedhof Katernberger Straße). Familie Kohlbrügge bezog am 26. April 1852 das neue Pastorat in der Deweerthstraße. Im Juli des Jahres legten Daniel von der Heydt, Gustav Schlieper und der Mennonit David Peters dem Stadtrat ihr Konzept für die Neugestaltung der städtischen Armenpflege vor. Dabei hatte die Organisation der Diakonie in der Niederländisch-reformierten Gemeinde Modellcharakter. Die neue Armenordnung – später bekannt als „Elberfelder System“ – trat zum 1. Januar 1853 in Kraft.
Von 1875 bis 1880 war Adolf Zahn dritter Pastor der Gemeinde, von 1898 bis 1906 wirkte Theodor Stiasny als „Hülfsprediger“ der Gemeinde. Benjamin Lütge war von 1901 bis 1927 vierter Pastor der Gemeinde, ihm folgte von 1905 bis 1930 Gottfried Willem Locher (1871–1930) aus Zevenhoven.
Während des Ersten Weltkriegs wurde der Versand von in der Gemeinde gehaltenen Predigten an die Frontsoldaten als „wehrzersetzend“ verboten. Lic. theol. Alfred de Quervain, ein Schweizer und Freund Karl Barths, wurde 1931 sechster Pastor der Gemeinde (bis 1938). Er hatte enge Verbindungen zur Bekennenden Kirche. Ab 1935 arbeitete de Quervain zudem als Dozent für reformierte Dogmatik an der illegalen kirchlichen Hochschule Wuppertal; Vorlesungen wurden als Gemeindeversammlungen „getarnt“.
Beim Bombenangriff auf Elberfeld am 24./25. Juni 1943 wurden Kirche, Gemeindehaus, Küsterwohnung und Pastorate zerstört. Danach versammelte sich die Gemeinde in der Friedhofskapelle an der Katernberger Straße zu ihren Gottesdiensten. Ab 10. September 1967 war nicht mehr die Friedhofskapelle, sondern die Alte Reformierte Kirche in der Calvinstraße Predigtstätte. Am 15. September 1983 wurde Heinrich Lüchtenborg neunter Pastor der Gemeinde. Die Predigtstätte wechselte am 10. September 1989 von der Übergangslösung der „Untermiete“ in der reformierten Kirche Calvinstraße zurück in die Katernberger Straße 61. Dabei wurde die Friedhofskapelle in Gemeindehaus umbenannt. Zum Nachfolger Heinrich Lüchtenborgs wurde am 11. November 2012 als zehnter Pastor der Gemeinde Jan-Henry Wanink gewählt. Er wurde Anfang 2019 verabschiedet.
Die seit 1847 bestehende Niederländisch-reformierte Gemeinde zu Wuppertal ist seit dem 3. November 2001 Mitglied der Synode der evangelisch-altreformierten Kirche in Niedersachsen.